# Slap

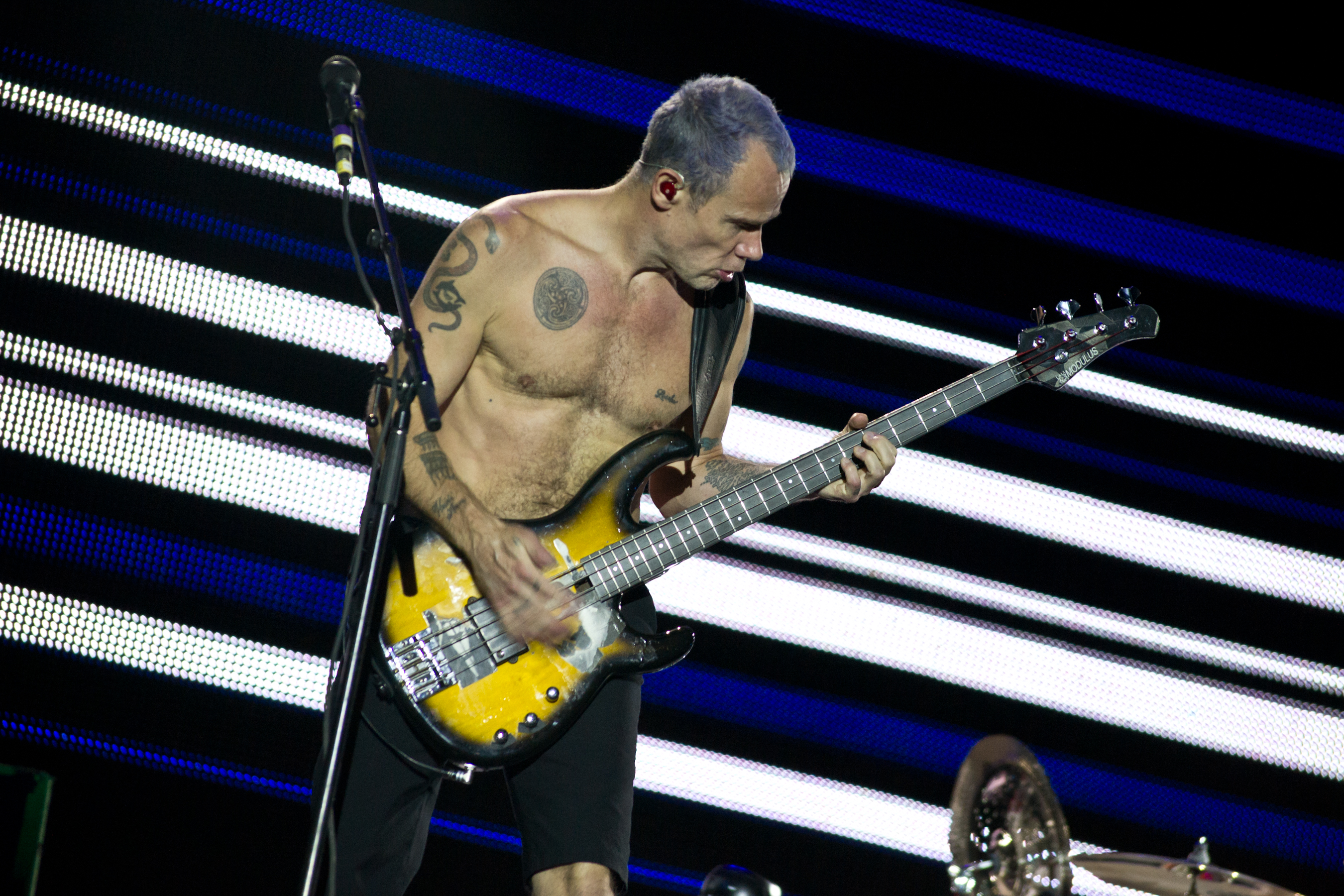
O baixista Flea tocando baixo com a técnica slap.

O slap, slapping ou popping é uma maneira de produzir sons percussivos em um contrabaixo ou baixo elétrico, batendo as cordas contra o braço do baixo. 
No baixo elétrico, slap e pop envolve bater as cordas com a parte óssea do polegar ou estourar (popping) notas puxando uma corda até que ela se encaixe no braço. É frequentemente usado em disco, funk e rockabilly, e outros gêneros.

No contrabaixo, slap refere-se a puxar as cordas até que elas se encaixem contra o braço no rockabilly e no psychobilly.
Slap é uma técnica também adotada por guitarristas acústicos e elétricos fingerstyle.

## Contrabaixo

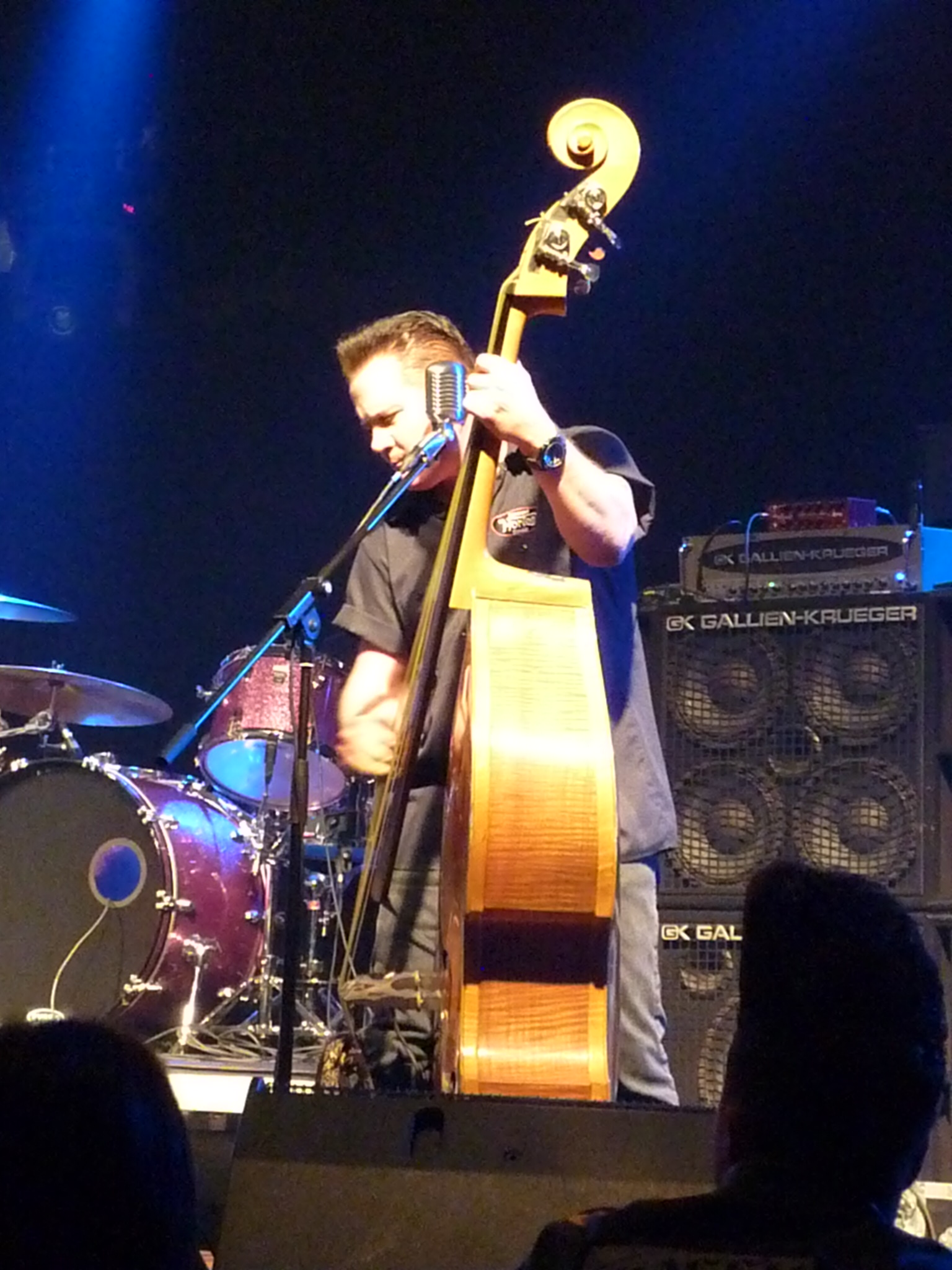
Jimbo Wallace, da banda Reverend Horton Heat, é um contrabaixista que usa slap.

No contrabaixo, refere-se à técnica que é uma versão mais vigorosa do pizzicato, em que a corda é puxada com tanta força que, quando liberada, salta do finger board, produzindo um som distinto. Um som percussivo também pode ser produzido tocando as cordas com alguns ou todos os dedos da mão direita entre as notas de uma linha de baixo, geralmente acompanhando a caixa.
Os primeiros tocadores dessa técnica na música americana incluem Bill Johnson (1872-1972), Theodore "Steve" Brown (1890-1965), Wellman Braud (1891-1966), Pops Foster (1892-1969), e Chester Zardis (1900-1990).
Slap no baixo é uma técnica usada por muitas bandas desde pelo menos a década de 1920; entrou em uso popular na década de 1940. O slap fornece uma forte batida quando a corda é puxada e uma batida forte nas costas quando bate de volta no braço do baixo. Ele cria um som muito percussivo e adiciona muita movimentação, particularmente boa para a música dançante.
Ainda há outra explicação é que o estalo das cordas contra a madeira do instrumento fornece um som nítido e intenso que pode fornecer a base de uma banda de música dançante. O slap o foi usado pelos músicos de Western swing e Hillbilly boogie. Tornou-se um componente importante de uma forma inicial de rock and roll que combinava blues ]e o que era então chamado de música caipira - um estilo musical agora conhecido como rockabilly. Bill Black, que tocou com Elvis Presley e Scotty Moore, era um conhecido baixista que usava slap. A técnica inspirou a canção de George e Ira Gershwin, "Slap That Bass".
O slap continua a ser usado no século XXI, pois é amplamente usado pelos modernos baixistas de bandas de rockabilly e psycobilly, incluindo Kim Nekroman (Nekromantix), Geoff Kresge (Tiger Army), Scott Owen (The Living End) e Jimbo Wallace (The Reverendo Horton Heat). A capacidade rápida de bater em Kresge é ainda mais notável, já que durante grande parte de sua carreira ele foi um baixista elétrico. Os principais baixistas do rockabilly e do psychobilly desenvolveram a capacidade de executar batidas rápidas de slaps triplos ao mesmo tempo em que tocam uma linha de baixo ambulante.

## Baixo elétrico
No baixo elétrico, slap geralmente se refere a uma técnica de tocar percussão mais comumente usada em funk, disco, soul, R&B, jazz, country, rock e muitos outros gêneros. O estilo soa muito mais percussivo do que a execução regular de notas com a parte macia dos dedos das mãos, e também é geralmente mais alto (embora em um instrumento elétrico, o volume possa ser ajustado com o botão de volume ou por compressão), mais brilhante e mais distinto do que o som de um baixo tocado com as técnicas usuais de arrancar ou escolher.
O som do slap vem da combinação de dois elementos: slapping, que envolve bater na corda com o lado da articulação óssea no meio do polegar, uma superfície mais dura do que as almofadas dos dedos (usada no dedilhado); e permitir intencionalmente que a corda vibratória entre em contato com as trastes de metal, produzindo um "zumbido"  que normalmente é evitado nos graves arrancados/dedilhados.

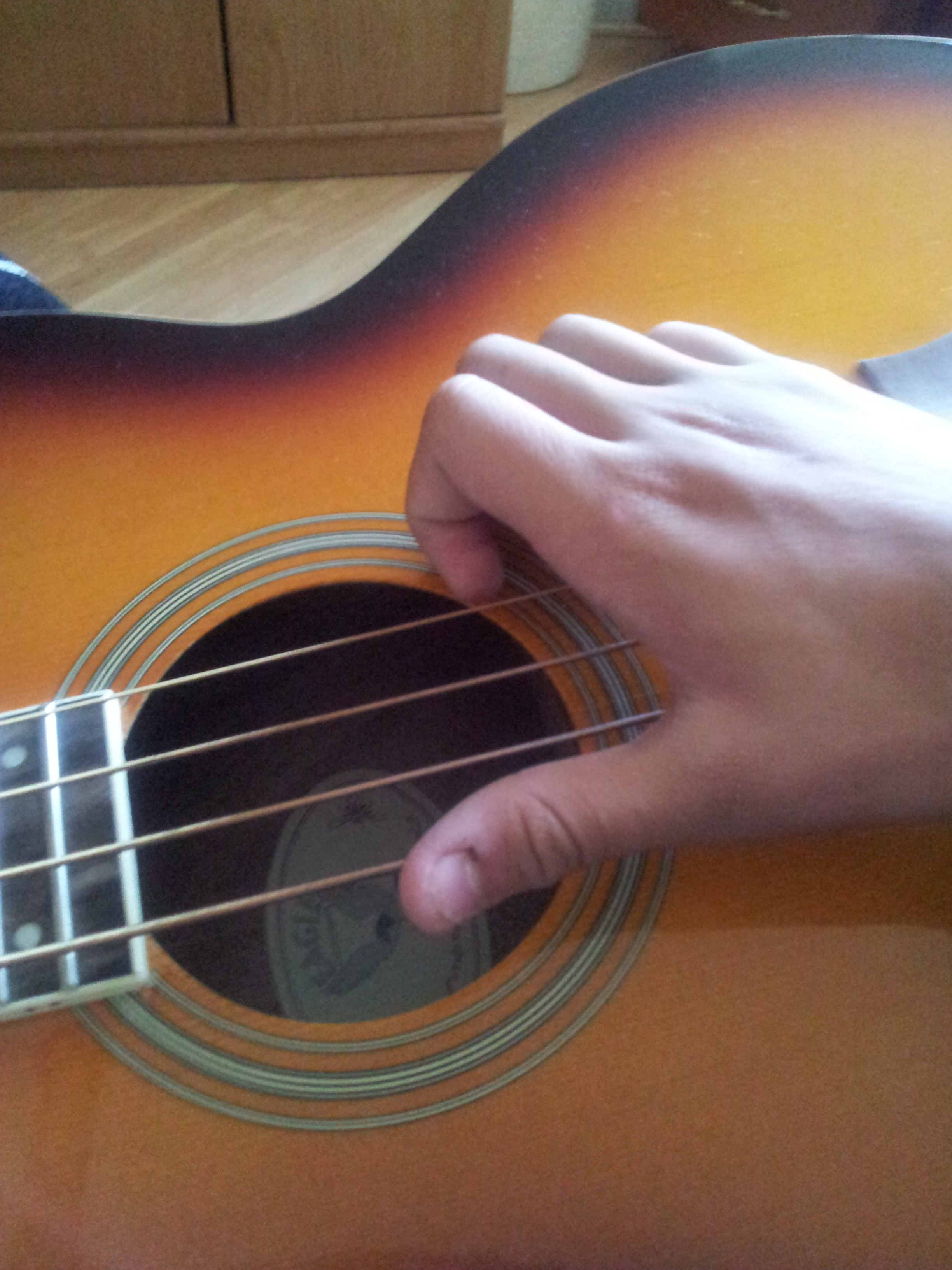
A posição típica da mão slapping.

Na técnica do slap, o baixista substitui o movimento de arrancar usual dos dedos indicador e médio por "slap" e "pop". No slap, o baixista usa o polegar para tocar as cordas (geralmente as cordas E e A mais baixas) perto da base do pescoço do violão. No pop, o baixista usará o indicador ou o dedo médio da mão de puxar para tirar as cordas (geralmente as cordas D e G mais altas) do corpo do baixo, fazendo com que elas pulem do braço da guitarra; isso produz um tom de zumbido proeminente, com um ataque agudo e mais vibrações de alta frequência do que o presente nos graves arrancados.
O baixista pode tocar muitas notas rapidamente girando o antebraço, batendo e estalando alternadamente: durante o slap, a mão se afasta do braço da guitarra, "enrolando" ou ficando em posição para o próximo slap. As técnicas de slap e pop são comumente usadas com pull-offs e hammer-ons com a mão em fretting (geralmente à esquerda), para aumentar ainda mais a taxa na qual as notas podem ser tocadas. As notas fantasmas, ou notas tocadas com a corda amortecida, também são comumente tocadas em slap para aumentar a sensação percussiva da técnica.
A invenção do tapa no baixo elétrico geralmente é creditada ao baixista funk Larry Graham. Graham declarou em várias entrevistas que estava tentando imitar o som de uma bateria antes de sua banda encontrar seu baterista. O próprio Graham se refere à técnica como "thumpin" e pluckin".

## Variaçoes
Existem inúmeras variantes da técnica de slap. Alguns baixistas usam outros dedos da mão dedilhada para obter esse som, como o baixista Abraham Laboriel, Sr., que usa o polegar para estourar as cordas e os outros quatro dedos para bater nas cordas. O baixista Victor Wooten usa uma técnica de duplo golpe que é como um slap, mas usa os dois lados do polegar para todas as cordas, rápido o suficiente para produzir o equivalente a um rolo de bateria no baixo.
O funk fingers inventado pelo baixista de rock progressivo Tony Levin cria um som semelhante usando uma superfície dura para tocar as cordas e intencionalmente causar contato das cordas com o braço da guitarra. O spank bass desenvolveu-se a partir do estilo slap e pop e trata o baixo elétrico como um instrumento de percussão, atingindo as cordas acima dos captadores com a mão aberta.
A técnica do slap tem alguma semelhança com o tambour ou tambora, uma técnica percussiva usada no flamenco e no violão clássico, embora a qualidade tonal produzida nessa técnica seja bem diferente da de um baixo elétrico slap. O músico japonês Miyavi é conhecido por criar um estilo único de tocar guitarra elétrica. Tosin Abasi, guitarrista da banda de metal progressivo Animals as Leaders, também é conhecido por uma técnica de slapping e popping na guitarra elétrica, que ele usa para efeitos melódicos e percussivos.